# Diacrita
Diacrita är ett släkte av tvåvingar. Diacrita ingår i familjen fläckflugor.
Kladogram enligt Catalogue of Life:
| Diacrita | \| \| Diacrita costalis \| \| \| \| \| \| Diacrita plana \| \| \| \| |
|          | \| \| Diacrita costalis \| \| \| \| \| \| Diacrita plana \| \| \| \| |
|          | Diacrita costalis                                                    |
|          |                                                                      |
|          | Diacrita plana                                                       |
|          |                                                                      |